# Julián del Casal

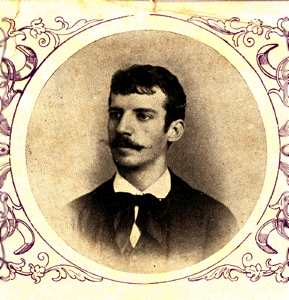
Julián del Casal.

Julián del Casal (* 7. November 1863 in Havanna; † 21. Oktober 1893 ebenda) war kubanischer Schriftsteller.
Casal trat vor allem als Lyriker in Erscheinung. Sein Hauptwerk besteht aus musikalisch-melancholischen Gedichten. Er war einer der wichtigsten kubanischen Vertreter der literarischen Strömung des Modernismo. Diese Modernistas, neben Casal hauptsächlich Rubén Darío, waren von der französischen Moderne beeinflusst. 

## Leben
Casal, der Sohn einer Spanierin und eines Kubaners, verlor bereits mit 5 Jahren seine Mutter, zu der er im Gegensatz zu seinem Vater eine innige Beziehung hatte. Viele Beobachter sahen darin den prägendsten Moment Casals, welcher auch sein Werk beeinflusste. Er besuchte bis 1879 das Real Colegio de Belén. Danach besuchte er die Universität von Havanna und trat eine Anstellung bei den örtlichen Behörden an. Parallel arbeitete er als Journalist für La Habana Elegante. Aufgrund eines regierungskritischen Berichtes musste er diese Anstellung jedoch aufgeben. 
Um weiteren Sanktionen zu entgehen, ging er nach Spanien, kehrte jedoch aus finanziellen Gründen bald wieder nach Kuba zurück. Casal widmete sich fortan seinem schriftstellerischen Werk und trat mit Kollegen wie Gustave Moreau und Rubén Darío in Verbindung. Seine ersten Werke veröffentlichte er nach dem Tod seines Vaters 1885. Seine ersten Veröffentlichungen in kubanischen Zeitungen erschienen teilweise auch unter dem Pseudonym Hernani.

## Werke (Auszug)
- Hojas al viento. 1890.
- Nieve. 1892.